# Dezamet 023

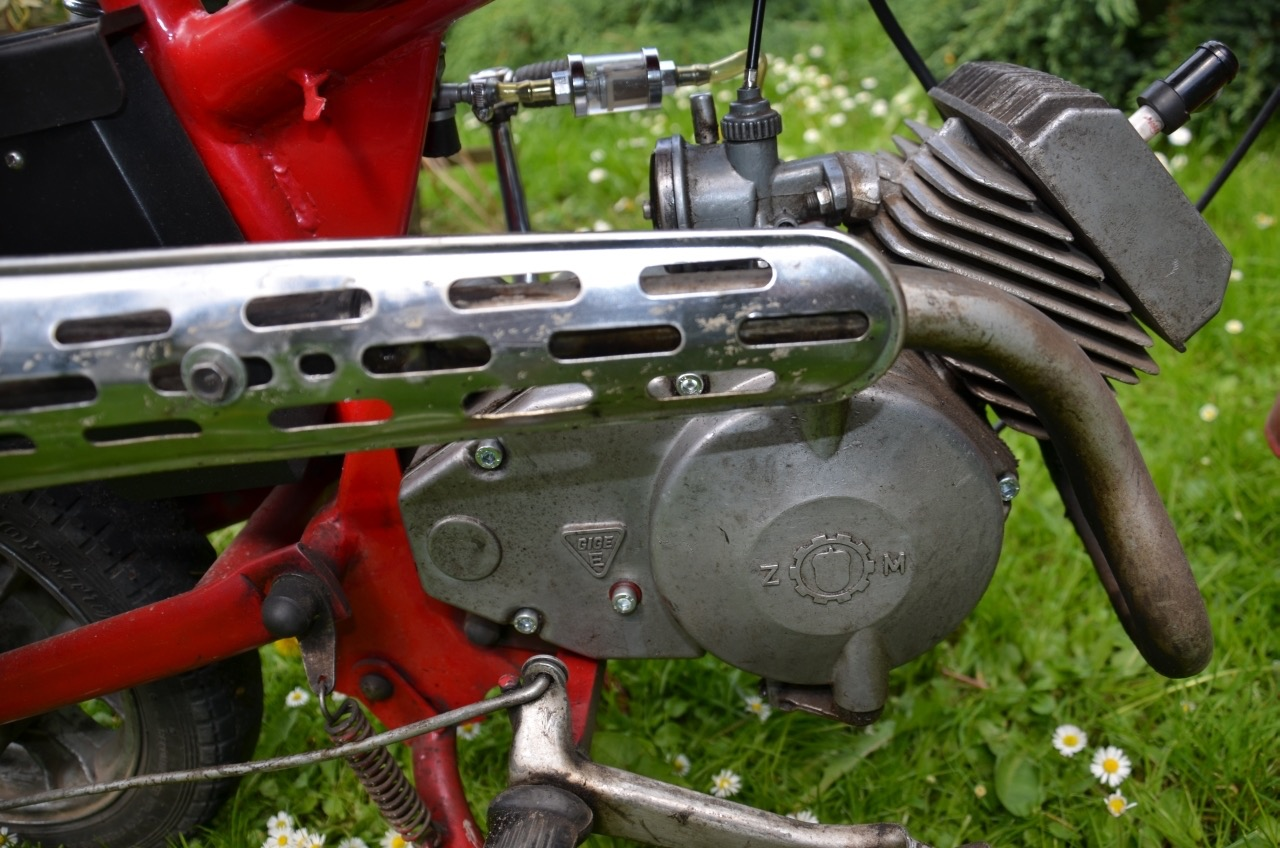
Dezamet 023

Dezamet 023 – silnik klasy 50  cm³, produkowany przez Zakłady Metalowe Dezamet. Produkcję tego silnika rozpoczęto w 1978 roku, w silnik tego typu był wyposażony m.in.: Romet Ogar, Romet Pony, Romet Kadet, Romet 2375 i Dezamet Stella, produkcje zakończono w 1994 roku.

## Dane techniczne
- Silnik – dwusuwowy, jednocylindrowy, chłodzony powietrzem
- Pojemność – 49,8 cm³
- Średnica cylindra/Skok tłoka – 38/44 mm
- Moc – 1,25 kW/1,7 KM przy 4800 obr./min
- Moment obrotowy – 2,85 Nm przy 2800 obr./min
- Stopień sprężania – 8
- Sprzęgło – cierne, dwutarczowe mokre
- Skrzynia biegów – dwubiegowa, z nożną zmianą biegów
- Instalacja elektryczna – iskrownik-prądnica, 6 V – 20 W
- Świeca zapłonowa – F80 Iskra
- Zużycie paliwa – 2,4 l/100 km – Romet Ogar, 2,2 l/100 km – Romet Pony.